# Coppa dei Caraibi 1990
La Coppa dei Caraibi 1990 (Caribbean Championship 1990) fu l'ottava edizione della Coppa dei Caraibi (la seconda con la nuova denominazione), competizione calcistica per nazione organizzata dalla CFU. La competizione si svolse a Trinidad e Tobago dal 22 luglio al 29 luglio 1990 e vide la partecipazione di sei squadre: Barbados, Giamaica, Grenada, Martinica, Saint Vincent e Grenadine e Trinidad e Tobago.
La CFU organizzò questa competizione come CFU Championship dal 1978 al 1988; dal 1989 al 1990 sotto il nome di Caribbean Championship; dall'edizione del 1991 a quella del 1998 cambiò nome e divenne Shell Caribbean Cup; le edizioni del 1999 e del 2001 si chiamarono Caribbean Nations Cup; mentre dal 2005 al 2014 la competizione si chiamò Digicel Caribbean Cup; nell'edizione del 2017 il suo nome è stato Scotibank Caribbean Cup.
Prima della finale, durante lo svolgimento delle partite, ci fu un colpo di Stato ordito da un'organizzazione islamica, la Jamāʿat al Muslimīn.
In quel momento questa situazione non era nota ai giocatori, né allo staff, né tantomeno al pubblico che assisteva. Solo successivamente il torneo fu abbandonato.

## Il colpo di Stato
Venerdi 27 luglio 1990, 114 membri del Jamāʿat al Muslimīn, un'organizzazione islamica di Trinidad, guidata dagli Imam Yasin Abu Bakr e Bilaal Abdullah, tentarono di organizzare un colpo di Stato contro il governo di Trinidad e Tobago. Quarantadue insorti assaltarono la "Red House" (la sede del Parlamento), dove presero come ostaggi il primo ministro Arthur Robinson e la maggior parte del suo Gabinetto, incluso Horace James; nel frattempo altri settantadue insorti attaccarono gli uffici della Trinidad and Tobago Television (TTT), all'epoca l'unica stazione televisiva del paese, e gli uffici della Trinidad Broadcasting Company, una delle uniche due stazioni radio del paese. Alle 18 di quel giorno Yasin Abu Bakr apparì in televisione ed annunciò che il governo fu rovesciato, e che egli stava negoziando con l'esercito: esigeva la calma e disse che non ci sarebbe stato nessun saccheggio.
La forza di difesa di Trinidad e Tobago e la polizia rispose circondando la zona attorno alla Red House. Ci furono diffusi saccheggi e incendi dolosi a Port of Spain e in altre parti del "Corridoio Est-Ovest", ma nel resto del paese regnava la calma.
Il presidente Emmanuel Carter dichiarò lo stato di emergenza e impose la legge marziale. Diversi membri del gabinetto che non erano presenti al momento dell'attentato nella Red House organizzarono il governo all'hotel Hilton. La notte del 27 luglio l'esercito prese il controllo di un trasmettitore della TTT posizionato a Cumberland Hill, togliendo così il segnale televisivo dall'etere.
Dopo sei giorni di negoziati, il 1º agosto i musulmani si arresero, e furono arrestati. Gli insorti furono processati per alto tradimento, ma la corte d'appello confermò l'amnistia offerta per assicurarsi la loro resa e furono rilasciati. Successivamente il Consiglio Privato invalidò l'amnistia, ma i membri del Muslimeen non furono riarrestati.
Durante il colpo di Stato morirono circa ventiquattro persone, con perdite di beni per milioni. Tra i morti ci fu anche il membro del parlamento Leo Des Vignes. Molta gente ritiene che questo attentato fu la fine del potere del governo retto dal National Alliance for Reconstruction.

## Formula
- Qualificazioni

Trinidad e Tobago (come paese ospitante) è qualificato automaticamente alla fase finale. Rimangono 20 squadre, divise in quattro gruppi di quattro squadre (il gruppo D ha un turno preliminare con un girone da cinque squadre, la prima si qualifica al turno successivo). Giocano partite di sola andata, le prime classificate e la migliore seconda si qualificano alla fase finale.
- Fase finale

6 squadre, divise in due gruppi da tre squadre. Giocano partite di sola andata, le prime classificate si qualificano per la finale. La vincente si laurea campione CFU.

## Squadre partecipanti
| Pr. | Squadra                   | Data di qualificazione certa | Partecipante in quanto                                           | Partecipazioni precedenti al torneo    | Ultima presenza |
| --- | ------------------------- | ---------------------------- | ---------------------------------------------------------------- | -------------------------------------- | --------------- |
| 1   | Trinidad e Tobago         | -                            | Rappresentativa della nazione organizzatrice della fase finale   | 6 (1978, 1979, 1981, 1983, 1988, 1989) | Barbados 1989   |
| 2   | Saint Vincent e Grenadine | 13 maggio 1990               | 1ª classificata nel gruppo 2 della fase finale di qualificazione | 3 (1979, 1981, 1989)                   | Barbados 1989   |
| 3   | Barbados                  | 26 maggio 1990               | 1ª classificata nel gruppo 3 della fase finale di qualificazione | 2 (1985, 1989)                         | Barbados 1989   |
| 4   | Grenada                   | 27 maggio 1990               | 1ª classificata nel gruppo 1 della fase finale di qualificazione | 1 (1989)                               | Barbados 1989   |
| 5   | Giamaica                  | 30 maggio 1990               | 1ª classificata nel gruppo 4 della fase finale di qualificazione | -                                      | Esordiente      |
| 6   | Martinica                 | 30 maggio 1990               | 2ª classificata nel gruppo 2 della fase finale di qualificazione | 3 (1983, 1985, 1988)                   | Martinica 1988  |

Nella sezione "partecipazioni precedenti al torneo", le date in grassetto indicano che la nazione ha vinto quella edizione del torneo, mentre le date in corsivo indicano la nazione ospitante.

## Fase finale

### Gruppo A
| Port of Spain 22 luglio 1990                                                 | Trinidad e Tobago | 5 – 0 | Grenada | Hasely Crawford Stadium |
| \| \| \| \| \| Alfred 3’ 50’ Elliott-Allen 12’ Joseph 35’ \| Marcatori \| \| |                   |       |         |                         |
|                                                                              |                   |       |         |                         |
| Alfred 3’ 50’ Elliott-Allen 12’ Joseph 35’                                   | Marcatori         |       |         |                         |

| Port of Spain 25 luglio 1990 | Grenada | 0 – 0 | Giamaica | Hasely Crawford Stadium |

| Port of Spain 27 luglio 1990 | Trinidad e Tobago | 0 – 0 | Giamaica | Hasely Crawford Stadium |

| Pos | Squadra           | P.ti | G | V | N | P | GF | GS | DR |
| --- | ----------------- | ---- | - | - | - | - | -- | -- | -- |
| 1   | Trinidad e Tobago | 3    | 2 | 1 | 1 | 0 | 5  | 0  | +5 |
| 2   | Giamaica          | 2    | 2 | 0 | 2 | 0 | 0  | 0  | 0  |
| 3   | Grenada           | 1    | 2 | 0 | 1 | 1 | 0  | 5  | -5 |

Trinidad e Tobago qualificata alla finale. Giamaica qualificata alla finale per il terzo posto.

### Gruppo B
| Port of Spain 22 luglio 1990                                                  | Barbados  | 2 – 2 | Martinica | Hasely Crawford Stadium |
| \| \| \| \| \| O'Neale Shepherd 51’ Chlorus 39’ Largen 48’ \| Marcatori \| \| |           |       |           |                         |
|                                                                               |           |       |           |                         |
| O'Neale Shepherd 51’ Chlorus 39’ Largen 48’                                   | Marcatori |       |           |                         |

| Port of Spain 25 luglio 1990                               | Martinica | 2 – 0 | Saint Vincent e Grenadine | Hasely Crawford Stadium |
| \| \| \| \| \| Bellemere 67’ Jean-Louis \| Marcatori \| \| |           |       |                           |                         |
|                                                            |           |       |                           |                         |
| Bellemere 67’ Jean-Louis                                   | Marcatori |       |                           |                         |

| Port of Spain 27 luglio 1990 | Barbados | 3 – 2 | Saint Vincent e Grenadine | Hasely Crawford Stadium |

| Pos | Squadra                   | P.ti | G | V | N | P | GF | GS | DR |
| --- | ------------------------- | ---- | - | - | - | - | -- | -- | -- |
| 1   | Martinica                 | 3    | 2 | 1 | 1 | 0 | 4  | 2  | +2 |
| 2   | Barbados                  | 3    | 2 | 1 | 1 | 0 | 5  | 4  | +1 |
| 3   | Saint Vincent e Grenadine | 0    | 2 | 0 | 0 | 2 | 2  | 5  | -3 |

Martinica qualificata alla finale. Barbados qualificata alla finale per il terzo posto.

### Finale 3º posto[2]
| Port of Spain 29 luglio 1990 | Barbados | – | Giamaica | Hasely Crawford Stadium |

### Finale[2]
| Port of Spain 29 luglio 1990 | Trinidad e Tobago | – | Martinica | Hasely Crawford Stadium |